# کمیسیون حقوق بشر اسلامی
کمیسیون حقوق بشر اسلامی نهادی غیر انتفاعی در لندن است که برای بهبود وضعیت حقوق بشر در جهان تلاش می‌کند و در سال ۱۹۴۸ تأسیس شده‌است.. این نهاد از سوی دپارتمان اقتصاد و امور اجتماعی سازمان ملل به رسمیت شناخته شده‌است.